# Evgueni Gomelski
Evgueni Iakovlevitch Gomelski (en russe : Евгений Яковлевич Гомельский), né le 26 décembre 1938, à Leningrad, en RSFS de Russie, est un entraîneur soviétique et russe de basket-ball de la deuxième moitié du XXe siècle.

## Palmarès
- Basket-ball aux Jeux olympiques
  -  Médaille d'or aux Jeux olympiques de 1992
  - 5e aux Jeux olympiques de 1996 à Atlanta
- Championnat du monde
  -  Médaille d'argent du Championnat du monde 1998
- Championnat d'Europe
  -  Médaille d'or au Championnat d'Europe 1989
  -  Médaille d'or au Championnat d'Europe 1991
  -  Médaille de bronze au Championnat d'Europe 1995
- Intronisé au FIBA Hall of Fame en 2010